# Cochrane River
Cochrane River ist ein etwa 250 km langer Fluss in den kanadischen Provinzen Saskatchewan und Manitoba.
Er entwässert den Wollaston Lake nach Nordosten zum Charcoal Lake. Er fließt noch ein Stück weiter nach Nordosten, bevor er seine Orientierung nach Süden ändert und die Seen Misty Lake und Lac Brochet durchfließt. Schließlich erreicht er den Reindeer Lake an dessen nördlichem Ende. Somit gehört er zum Einzugsgebiet des Churchill River. Sein Einzugsgebiet beträgt ca. 28.400 km², sein mittlerer Abfluss beläuft sich auf 167 m³/s.